# Torneo de Doha 2010
El Qatar ExxonMobil Open es un evento de tenis de la serie 250, se disputa en Doha, Catar en el Khalifa International Tennis Complex desde el 4 de enero hasta el 9 de enero en el cuadro masculino.

## Campeones
- Individuales masculinos:  Nikolai Davydenko derrota a  Rafael Nadal, 0-6, 7-6(8), 6-4.

- Dobles masculinos:  Guillermo García-López /  Albert Montañés derrotan a  František Čermák /  Michal Mertiňák, 6–4, 7–5.